# 佐々木茜
佐々木 茜（ささき あかね、1993年〈平成5年〉9月12日 - ）は、日本の女優、モデル。セント・フォース所属。広島県広島市出身。

## 来歴
広島修道大学人間環境学部卒業後、上京し2016ｰ2023年10月末までヒラタオフィスに所属していた。現在はセント・フォースに所属している。
特技は着付け。サウナ・スパ健康アドバイザー、食生活アドバイザー、普通自動車免許を持つ。

## 出演

### 映画
・Netflix映画『桜のような僕の恋人』監督：深川栄洋（2022年3月24日 - ）
・『正欲』西山亜衣子役　監督：岸善幸（2023年11月10日 - ）

### テレビドラマ
- 『コンデラタロウ』レギュラー（2017年 - 2018年、NHK）
- 『警部補・碓氷弘一 ～マインド～』（2018年、テレビ朝日）
- 『仮面ライダーゼロワン』第26話（2020年、テレビ朝日）

### テレビ番組
- 『パラスポーツ ミニ番組』PRムービー（2019年、NHK）

### PV
- 郷ひろみ『スキだから』（2017年）

### CM
- 積和不動産『お部屋探しMAST』（2016年 - 2019年）
- ミクシィ『minomo ネイルサロン篇』（2017 - 2018年）
- ミクシィ『ファイトリーグ』（2017年 - 2018年）
- マッチングエージェント『タップル誕生』（2017年）
- パナソニック『ストラーダ』（2019年 - 2020年）
- LINE『LINEで予約』（2020年 - 2021年）
- Dr.VAPE『ノンニコチン電子タバコ』（2020年10月 - ）
- アマゾンジャパン『Amazon Prime ビデオ WEBムービー「妊婦」篇』（2021年）
- UNIQLO『LifeとWear/ジーンズ地下鉄篇』（2021年）
- 小林製薬『しっとり美肌マスク』（2021年）
- yappli『アプリ導入編』（2021年6月 - ）
- SMBC『三井住友カード』（2023年2月 - ）
- Dyson『マルチスタイラー』（2023年5月 - ）
- テンプスタッフ『次の未来は、叶えられる』（2023年8月 - ）
- Dyson『ダイソンスーパーソニック』（2024年5月 - ）

### 舞台
- オーストラ・マコンドー『平山建設』作・演出：倉本朋幸（2020年）